# پنجاه و ششمین مراسم جایزه گرمی
پنجاه و ششمین مراسم جایزه گرمی در ۲۶ ژانویه ۲۰۱۴ و در سالن استیپلز سنترلس آنجلس، کالیفرنیا برگزار شده. این مراسم برای سومین بار توسط ال ال کول جی میزبانی شد. این مراسم به خاطر بازی‌های المپیک زمستانی ۲۰۱۴ سوچی، مانند سال ۲۰۱۰، به جای فوریه در ژانویه برگزار شد.

## رکوردها
افرادی که در این مراسم چندین جایزه بدست آوردند:
- پنج: دفت پانک
- چهار: فارل ویلیامز، باب لودویگ، مکلمور و رایان لوئیس
- سه: جاستین تیمبرلیک، پیتر فرانکو، میک گزاسکی،
- دو: جی-زی، لرد